# Impresário

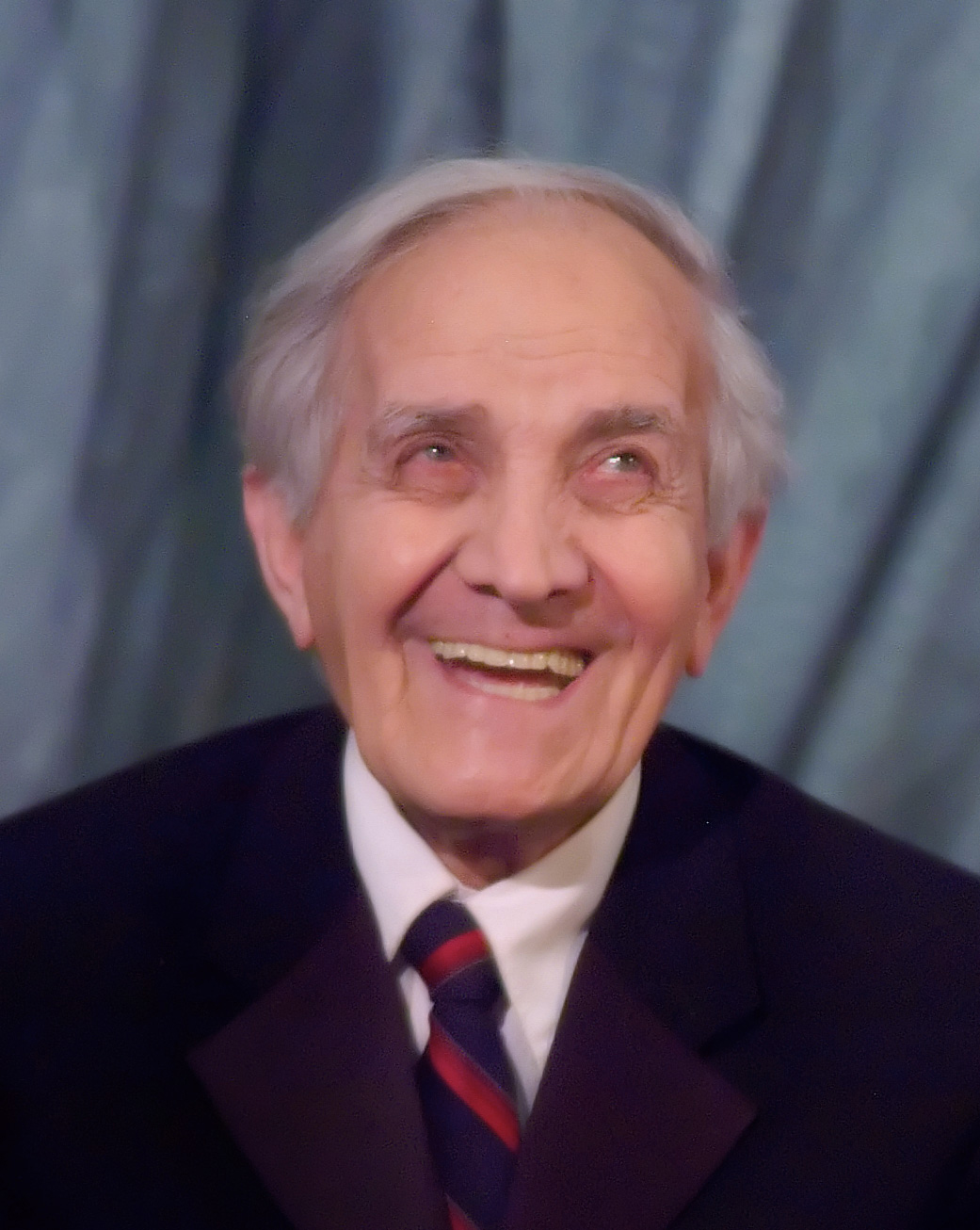
Anthony Amato, impresário malé velké Amanto opery.

Impresário (italsky impresario, z impresa „společnost“) byl v 17. až 19. století šéf (případně i majitel) opery nebo divadla nebo operního či divadelního souboru, srovnatelný s dnešním intendantem nebo divadelním producentem. Byl ředitelem a tedy zodpovědný za finance, ekonomické hodnocení a marketing produkce a celého divadelního domu.

## Historie
Termín impresário má svůj původ ve společenském a ekonomickém světě italské opery, kde od poloviny 18. století do 30. let 19. století byl impresário klíčovou postavou při organizaci lyrické sezóny. Majitelé divadla, většinou amatéři z řad šlechty, pověřili impresária angažováním skladatele (do 50. let 19. století se očekávalo, že opery budou nové), orchestru, zpěváků, kostýmů a kulis, to vše za značného finančního rizika.
V roce 1786 Wolfgang Amadeus Mozart satirizoval stres a emocionální chaos v jednoaktové frašce Der Schauspieldirektor („Divadelní ředitel").
Antonio Vivaldi neobvykle vystupoval jako impresário i skladatel; v roce 1714 řídil sezóny v Teatro San Angelo v Benátkách, kde po jeho opeře Orlando finto pazzo následovala řada dalších.
Alessandro Lanari (1787–1852), který začínal jako majitel obchodu s kostýmy, byl impresáriem v řadě úspěšných sezón, které produkoval pro divadlo Teatro La Pergola ve Florencii. Uvedl premiéry první verze opery Macbeth Giuseppe Verdiho, dvě opery Vincenza Belliniho a pět oper Gaetana Donizettiho, včetně Lucia di Lammermoor.
Domenico Barbaia (1778–1841) začínal jako číšník v kavárně a pak vydělal jmění v milánské opře La Scala, kde měl také na starosti provoz hazardu a zavedl ruletu.
Vévodkyně Elisabeth Sophie z Meklenburska byla cembalistka, která předsedala severoněmecké dvorní hudbě sedmnáctého století jako impresário.
Skladatel Georg Friedrich Händel byl známý impresário, který své opery uváděl v Londýně ve vlastním divadle, a byl tedy uměleckým vedoucím a výkonným ředitelem v jedné osobě. To platí i pro Williama Shakespeara v jeho žánru. Taková personální unie nebyla obvyklá; impresáriem byl často mecenáš, který přispíval penězi.
Dalším vlivným impresáriem byl Sergej Ďagilev, zakladatel a ředitel baletu Ballets Russes.
Berlínský divadelní producent Max Reinhardt je dodnes považován za příklad role impresária. Přezdívku impresário měl v Lipsku také Peter Degner.

## Moderní využití
Tradiční termín se stále používá v zábavním průmyslu k označení producenta koncertů, zájezdů a dalších událostí v hudbě, opeře, divadle a dokonce i v rodeu. Mezi významné moderní impresária v tradičním slova smyslu patří Thomas Beecham, Rudolf Bing, Sergej Ďagilev, Richard D'Oyly Carte, Fortune Gallo, Sol Hurok, Sarah Caldwell, Andrew Lloyd Webber, Aaron Richmond a producent jazzových festivalů George Wein. Bill Graham, který produkoval hudební show v The Fillmore Auditorium v San Franciscu, byl známý jako impresário rockové hudby.

## Aplikace termínu
Termín impresário je příležitostně používán pro ostatní, jako jsou nezávislí kurátoři muzeí umění a organizátoři konferencí, kteří mají vedoucí roli při organizování akcí.

## Obrazní impresáriové
Jacques-Yves Cousteau o sobě řekl, že byl impresáriem vědců, protože spolupracoval s vědci při průzkumu pod vodou. Nicholas Wade popsal Jamese D. Watsona a E. O. Wilsona v The New York Times jako impresária děl Charlese Darwina.